# Нариньо, Антонио
Антонио Амадор Хосе де Нариньо-Бернардо-дель-Касаль (исп. Antonio Amador José de Nariño Bernardo del Casal, 9 апреля 1765 — 13 декабря 1823) — южноамериканский политический деятель и революционер.

## Биография
Антонио Нариньо родился в 1765 году в Санта-Фе-де-Богота, вице-королевство Новая Гранада в знатной семье; его родителями были Висенте Нариньо-и-Васкес и Каталина Барнардо-дель-Касаль. Он с детства увлекался прогрессивными идеями, был популярен среди молодёжи Боготы, участвовал в многочисленных тайных собраниях, на которых обсуждались идеи независимости. В начале 1790-х годов он занимал важные административные должности в Боготе.
В 1794 году Нариньо, рискуя своей свободой, перевёл с французского языка на испанский «Декларацию прав человека и гражданина» и, сделав копии перевода, распространил его среди знакомых. Вскоре правительство приказало изъять и уничтожить перевод, а Нариньо был приговорён к 10-летней ссылке в Африку. Однако, когда перевозивший его корабль прибыл в Испанию, Нариньо удалось бежать. Через Францию и Великобританию он смог вернуться в Новую Гранаду, но был вновь схвачен властями, и вновь выслан в Мадрид. Ему опять удалось бежать, и по возвращении на родину он принял участие в революционных событиях.
В начале 1811 году образовалось Свободное Государство Кундинамарка. Через газету «La Bagatela» Нариньо стал вести кампанию, направленную на свержение президента Лосано, и в сентябре тот подал в отставку, передав власть Нариньо. Нариньо отстаивал идею создания в Новой Гранаде сильной централизованной власти, однако большинство других провинций не желало возвращаться под власть Боготы, и те из них, кто выбрал дорогу к независимости, предпочитали видеть государство федеративным, а не централизованным. «Федералисты» объединились в Соединённые Провинции Новой Гранады, Кундинамарка же осталась независимой и начала экспансию. В 1811 году Кундинамарка аннексировала провинцию Марикита и часть провинции Нейва, что привело к первой гражданской войне в истории Колумбии.
Летом 1813 года Конституционный конгресс объявил Кундинамарку независимым государством, не подчиняющимся испанскому королю, что привело к вторжению роялистов на юге. Нариньо лично отправился на юг для ведения военной кампании; президентскую власть он передал Мануэлю де Бернардо Альваресу, который был мужем его тёти.
В январе 1814 года войска Нариньо взяли Попаян и двинулись дальше на юг. Когда они попытались взять Пасто, то Нариньо был ранен в бою, распространился слух о его смерти, и войска разбежались. Нариньо попал в плен и был отправлен через Кито в Кадис.
В 1821 году Нариньо был освобождён и вернулся на родину. Он был одним из кандидатов в президенты Республики Колумбия, но проиграл выборы Симону Боливару.
Антонио Нариньо упоминается в последнем куплете гимна Колумбии. Дворец президента Колумбии носит название «Дом Нариньо». В 1904 году был образован департамент Нариньо с центром в Пасто.